# Vízenergia
A vízenergia olyan megújuló energiaforrás, amelyet a víz eséséből vagy folyásából nyernek. Nagy történelmi múltra tekint vissza; kiszámíthatósága és folyamatossága folytán már az ókortól kezdődően előszeretettel alkalmazták mezőgazdasági (öntözés, malmok) és ipari (textilgyártás) célokra. Jelenleg a vízenergia primer energiaforrásként való hasznosítása a világ villamosenergia-termelésének ötöd-hatod részét teszi ki. A vízienergia megújuló energia, nem szennyezi a környezetet és nem termel sem szén-dioxidot, sem más, üvegházhatást kiváltó gázt.

## A víz története
Egyes szakemberek szerint a víz a Föld történetében mintegy 4 milliárd éve van jelen, az archaikum elejétől. Az ősföldet egy vízgőzben gazdag légkör vette körül, amelynek lehűléséből származik a jelenleg bolygónkon található víz minden formája. A Föld különleges helyet foglal el a Naprendszerben e tekintetben, mivel a Föld–Nap távolság következtében – amely átlagosan 150 millió km – a víz mindhárom formájának (gőz, víz, jég) megjelenése lehetővé válik. Ez csak a Naprendszer sugarának mintegy 2%-át kitevő keskeny sávban állhat elő. A Vénusz ennek a nagyon keskeny sávnak, a potenciális vízzónának a szegélyén helyezkedik el. A víz jelenléte tette lehetővé mintegy 3,5 milliárd esztendővel ezelőtt a szerves élet kialakulását is.

## Vízerőművek

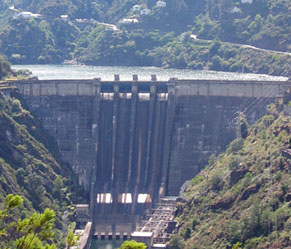
Egy vízerőmű.

Olyan erőművek, amely a folyók vízhozamából megújuló energiaforrásként kinyerhető energiát hasznosítják az elektromos áramot termelő turbinák segítségével. A vízerőmű olyan erőmű, mely a vízenergiát hasznosítja. A világ vízerőműveinek összteljesítménye mintegy 715 000 MW, a Föld elektromos összteljesítményének 19%-a (2003-ban 16%-a), a megújuló energiahasznosításnak 2005-ben a 63%-a. Bár a nagy vízerőművek dolgozzák fel a legtöbb vízienergiát, a kis vízerőművek (5 MW teljesítményig) jelentősége is nagy, ezek különösen népszerűek Kínában, ahol a világ kis vízerőmű kapacitásának több mint 50%-a üzemel.

## Előnyei és hátrányai

### Előnyei
- Rugalmasság
- Alacsony költségek
- Nincs CO2-kibocsátás
- A nap és szélerőművekhez képest stabilizált, egyenletes teljesítmény

### Hátrányai
- Az esetleges ökoszisztéma károsodás
- Esetleges eliszaposodás
- Nagy, főleg erdős területek elárasztása